# Nimo
Nimo, pseudonimo di Nima Yaghobi (Karlsruhe, 25 dicembre 1995), è un rapper tedesco, di origine iraniana.

## Biografia
Nasce a Karlsruhe da genitori iraniani.
In seguito si trasferisce a Leonberg.
A 15 anni viene rinchiuso in un carcere minorile per reati come estorsione e rapina. Comincia a scrivere e a fare rap proprio lì.
Il nome d'arte gli viene dato da Samy AON, anch'egli al tempo incarcerato.
Il 26 febbraio 2016 pubblica il mixtape Habeebeee.
Nel 2017 pubblica l'album di debutto Kiki, stilizzato come K¡k¡.
Nel 2018 esce il brano Capimo insieme a Capo.
Nel 2019 pubblica l'album Nimoriginal e partecipa al brano Royal Rumble, arrivato primo nelle classifiche tedesche.
Nel 2020 escono vari singoli ed viene annunciato il mixtape Capricorn.

## Discografia

### Album in studio
- 2017 – K¡k¡
- 2019 - Capimo (con Capo)
- 2019 - Nimoriginal
- 2022 - Moonboy

### Mixtape
- 2016 – Habeebeee
- 2020 – Steinbock

### EP
- 2021 – Emerald (con Dardan)
- 2022 – Blackrock (con Dardan)
- 2023 – Eins
- 2024 – Zwei
- 2024 – Drei
- 2024 – Vier
- 2024 – Jung & machen Geld
- 2024 – 80er Film
- 2024 – Fünf
- 2025 – OnTouRage

### Singoli
- 2016 – Tret in die Pedale
- 2017 – Fick Dich (con Hanybal)
- 2017 – Mon chéri (con Capo)
- 2017 – LFR (remix) (con Celo & Abdi, Hanybal, Dardan e Oster)
- 2018 – Akzeptier'n uns nicht
- 2018 – Lean (con Capo)
- 2018 – Zoey (con Capo)
- 2018 – Anderes Niveau (con Capo)
- 2019 – Lambo Diablo GT (remix) (con Capo e Juju)
- 2019 – Shem Shem & Sex (con Capo)
- 2019 – Roadrunner (con Capo)
- 2019 – Leyla (con Capo)
- 2019 – Planlos (con Capo)
- 2019 – J-Lo (con AriBeatz e Lacrim)
- 2019 – Lowrider (con Kalim)
- 2019 – Karma (solo o con Jamule)
- 2019 – Kein Schlaf (feat. Hava)
- 2019 – Kommunikation (con Eno)
- 2020 – Nur wegen dir
- 2020 – Remember
- 2020 – Trendsetter (feat. Rina)
- 2020 – Allez zu Viel (feat. Ramo)
- 2020 – To the Moon
- 2020 – Désolé (con Mero)
- 2020 – Trance (con Reezy)
- 2021 – Wo Du (con Pzy)
- 2021 – Bad Eyez (feat. Luciano)
- 2021 – Frag mich nicht (con Miksu/Macloud e Jamule)
- 2021 – Zart
- 2021 – Pussyboy
- 2021 – B.I.B.O. (con Dardan)
- 2021 – Duft (feat. Lio)
- 2021 – Para Drill (con Dardan)
- 2021 – Per Ty (con Dardan feat. Mozzik)
- 2022 – Down
- 2022 – You Know
- 2022 – Millionär (con Dardan)
- 2022 – Ende (con Dardan)
- 2022 – Nur Dich (con Dardan)
- 2022 – One More Time (con Dardan e Devon)
- 2022 – Weihnachtsbäckerei
- 2023 – Lass mal sehn
- 2023 – Jede Nacht (con Schubi Akpella)
- 2023 – Du
- 2023 – Wow
- 2023 – Rolling on a River (feat. Pajel)
- 2023 – Euphoria
- 2023 – Zeit rennt
- 2023 – Drama (feat. Immi)
- 2023 – All Eyez on Me (con Olexesh)
- 2024 – Tränen
- 2024 – Miss My Home (feat. Eno)
- 2024 – Bevor du gehst
- 2024 – Wie beim ersten Mal
- 2024 – Beyda (con Capo)
- 2024 – Hayat (feat. Billa Joe)
- 2024 – Haram
- 2024 – Immernoch bitter (feat. Soufian)
- 2024 – Sorry Ekho (feat. Lio)
- 2024 – Lass es zu
- 2024 – On My Way (Monika)
- 2024 – Mittelmeer
- 2025 – Guap (feat. Aymen)
- 2025 – Billo (feat. Summer Cem)